# غطرسة
الغطرسة تعني الفخر أو العنجهية المتطرفة، وغالبًا ما تشير إلى فقدان التواصل مع الواقع والمغالاة في تقدير كفاءات و قدرات الشخص المتغطرس لنفسه، خصوصًا عندما يكون الشخص الذي يعاني من هذه العادة صاحب سلطة.

## الأصل اليوناني القديم
في اليونان القديمة، كان مصطلح الغطرسة يشير إلى الإجراءات التي كانت تصيب الضحية بالخزي والإذلال لإمتاع أو إشباع رغبات الشخص المتعسف. وقد كانت لهذا المصطلح تلميحات جنسية قوية، بالإضافة إلى الخزي الذي ينعكس على مرتكبه كذلك.
وقد اشتملت انتهاكات القانون ضد الغطرسة على ما يمكن أن نطلق عليه اليوم اسم الاعتداء والضرب، والجرائم الجنسية التي تتراوح بين اغتصاب النساء أو الأطفال وحتى الأنشطة الأخرى التي تكون بالتراضي لكنها لا تكون لائقة، خصوصًا الجنس الشرجي مع رجل حر أو مع صبي غير موافق على هذا الأمر أو تحت العمر، أو سرقة الممتلكات العامة أو المقدسة. وهناك حالتان شهيرتان موجودتان في خطابات ديموسثينيس، وهو رجل دولة وخطيب بارز في اليونان القديمة. وقد وقع هذان المثالان عندما قام ميدياس في البداية بلكم ديموسثينيس في وجهه في مسرح (ضد ميدياس)، والثاني عندما (في ضد كانون) زعم المتهم بالاعتداء على رجل والصراخ في وجه الضحية. إلا أنه يوجد مثال آخر للغطرسة يظهر في ضد تيمارشوس لأسشينس، عندما تم توجيه تهمة إلى المتهم، تيمارشوس، بانتهاك قانون الغطرسة من خلال تعريض نفسه للدعارة وممارسة الجنس الشرجي. وقد رفع أسشينس هذه القضية ضد تيمارشوس لمنعه من حقوقه السياسية، وقد نجحت تلك القضية التي رفعها.
وفي الأدب اليوناني، غالبًا ما كانت الغطرسة تشير إلى مخالفات البشر ضد البشر الآخرين. وبالتالي، فإنه من المتفق عليه بصفة عامة حاليًا أن اليونانيين لم يفكروا في الغطرسة على أنها أمر ديني، رغم أنها كانت تخضع بشكل طبيعي لعقاب الآلهة.
وقد عرف أرسطو الغطرسة على إنها إذلال الضحية، ليس بسبب أي شيء حدث لك أو ربما يحدث لك، ولكن فقط من أجل إشباع رغباتك. والغطرسة ليست ردًا على الإصابات التي حدثت في الماضي - فذلك يطلق عليه اسم الانتقام. وفيما يتعلق بالمتعة المرتبطة بالغطرسة، فإن سببها كما يلي: فالرجال يعتقدون أنه من خلال سوء معاملة الآخرين، فإنهم يؤكدون تفوقهم.
ومن الأمور الضرورية فيما يتعلق بهذا التعريف مفاهيم اليونان القدماء للشرف (τιμή, timē) والخزي (αἰδώς, aidōs). وقد اشتمل مفهوم الشرف ليس فقط على تمجيد الشخص الذي يحوذ الشرف، ولكن كذلك الخزي المتعلق بالشخص المتضرر من الغطرسة. وهذا المفهوم الخاص بالشرف أقرب ما يكون إلى لعبة ذات مجموع صفري. ويبسط راش ريهم هذا التعريف ويربطه بالمفهوم المعاصر «للوقاحة والاحتقار والعنف المفرط».

## الاستخدام الحديث
تشير الغطرسة، في استخدامها الحديث، إلى الفخر والكبرياء الزائد عن الحد، وغالبًا ما تقترن بنقص التواضع، رغم أنها لا تقترن دائمًا بنقص المعرفة. وغالبًا ما ينطوي الاتهام بالغطرسة على أنها ستكون متبوعة بالمعاناة أو العقوبة، على غرار الربط العرضي بين الغطرسة والانتقام في المجتمع اليوناني. ويعتقد أن المثل «الفخر يؤدي إلى الانهيار» (من الكتاب المقدس كتاب الأمثال، 16:18) يلخص الاستخدام الحديث للغطرسة. كما أنها يشار إليها كذلك على أنها «الفخر الذي يؤدي إلى العمى»، حيث إنه غالبًا ما يؤدي بالشخص المتهم بالغطرسة إلى التصرف بحماقة بما يتناقض مع الحس العام السليم. وبمعنى آخر، يمكن التفكير في التعريف الحديث على أنه «الفخر الذي يسبق الانهيار مباشرة». وفي أوقات حديثة للغاية، يستخدم المؤرخ إيان كيرشاو، في ترجمته الذاتية أدولف هتلر التي وردت في مجلدين، «الغطرسة» و«الانتقام» كعنوانين لهذين المجلدين. ويصف المجلد الأول، الغطرسة، النشأة لهتلر وارتقائه للسلطة. أما المجلد الثاني، الانتقام، فيعطي التفاصيل حول دور هتلر في الحرب العالمية الثانية، ويختتمه بانهياره وانتحاره في عام 1945. وفي عام 2011، تم تأسيس صندوق دايدالوس  نسخة محفوظة 2 سبتمبر 2018 على موقع واي باك مشين. لزيادة الوعي والفهم للتغييرات لدى القادة المفردين والجماعات والمنظمات الكاملة والذين يمكن أن يمسكوا بزمام السلطة في كل مناحي الحياة. والهدف منه هو مشاركة المعارف الحالية من خلال استخدام موقع الويب الخاص به كمستودع للمعلومات واستكشاف وتشجيع الأبحاث متعددة التخصصات للتعرف على التأثيرات الضارة التي يمكن أن تتسبب فيها الغطرسة، أو التخفيف من حدتها أو السيطرة عليها.
وغالبًا ما تظهر أمثلة الغطرسة في الروايات، وأشهرها موجود في رواية الفردوس المفقود التي تعد بمثابة تصوير جون ميلتون للوسيفر كما ورد في الإنجيل. ويوضح فيكتور في رواية ماري شيلي فرانكنشتاين الغطرسة في محاولته لكي يصبح عالمًا عظيمًا من خلال إيجاد الحياة من خلال وسائل تقنية، إلا أنه في النهاية يندم على رغباته السابقة. وتوضح مسرحية مارلو دكتور فاوستوس الشخصية التي تحمل اسم المسرحية على أنه عالم تجبره غطرسته وفخره على التوقيع على اتفاق مع الشيطان، ويستمر في تكبره حتى وفاته وإدانته وإلقائه في النار، رغم حقيقة أنه كانت لديه الفرصة المتاحة للتوبة بسهولة إذا أراد ذلك.